# ワイドラトゥール
ワイドラトゥール（欧字名:Wide Latour、2021年5月3日 - ）は、日本の競走馬。主な勝ち鞍は2025年の愛知杯。
馬名の意味は、冠名＋フランスの地名。

## 経歴

### 2歳（2023年）
10月15日、新潟競馬場4Rの3歳新馬戦で、吉田隼人を背にデビュー。好位の直後から直線半ばで抜け出し、デビュー戦での初勝利を飾った。重賞初挑戦のファンタジーステークスは鞍上が北村友一に乗り替わった。レース前は2番人気に支持されていたが、スタートで流れに乗り遅れたうえ、3コーナー付近でのポジション取りに苦戦し、10着に大敗した。このレース以降、北村が主戦騎手に定着。

### 3歳（2024年）
1月13日の紅梅ステークスより始動。スタートでやや出遅れ、道中は後方を追走。直線では力強い伸び脚で先行各馬を差し切り、最後は2着セキトバイーストに1馬身差をつける快勝でシーズン初・オープン戦初勝利を収めた。3月2日のチューリップ賞は直線で失速し、13着惨敗に終わる。GI初挑戦の桜花賞は18頭中16番人気と全く期待されていなかったが、後方から良く伸びて6着に健闘した。その後いったん条件クラスに戻り、10月6日の長岡京ステークス（3勝クラス）を勝利してオープンクラスに昇格した。年末のターコイズステークスは伸びきれず、10着に敗れる。

### 4歳（2025年）
1月12日の淀短距離ステークス（リステッド）より始動するが、10着に大敗。3月23日の愛知杯は道中後方15番手を追走し、4コーナーから徐々に進出。最後の直線では大外一気の末脚で他馬をまとめて交わし、10番人気の低評価を覆して念願の重賞初優勝を飾った。

## 競走成績
以下の内容は、netkeiba.comおよびJBISサーチに基づく。
| 競走日     | 競馬場 | 競走名          | 格   | 距離（馬場）  | 頭 数 | 枠 番 | 馬 番 | オッズ （人気） | 着順 | タイム （上り3F） | 着差 | 騎手      | 斤量 [kg] | 1着馬（2着馬）         | 馬体重 [kg] |
| ---------- | ------ | --------------- | ---- | ------------- | ----- | ----- | ----- | --------------- | ---- | ----------------- | ---- | --------- | --------- | ---------------------- | ----------- |
| 2023.10.15 | 新潟   | 2歳新馬         |      | 芝1600m（良） | 18    | 5     | 10    | 003.80（1人）   | 01着 | R1:35.5（34.5）   | -0.4 | 0吉田隼人 | 55        | （ニシノティアモ）     | 432         |
| 0000.11.04 | 京都   | ファンタジーS   | GIII | 芝1400m（良） | 18    | 8     | 16    | 006.40（2人）   | 10着 | R1:21.1（33.6）   | -0.7 | 0北村友一 | 55        | カルチャーデイ         | 432         |
| 2024.01.13 | 京都   | 紅梅S           | L    | 芝1400m（良） | 9     | 8     | 9     | 003.90（2人）   | 01着 | R1:23.4（34.5）   | -0.2 | 0北村友一 | 55        | （セキトバイースト）   | 430         |
| 0000.03.02 | 阪神   | チューリップ賞  | GII  | 芝1600m（稍） | 16    | 2     | 4     | 013.00（7人）   | 13着 | R1:34.0（35.8）   | -0.9 | 0北村友一 | 55        | スウィープフィート     | 428         |
| 0000.04.07 | 阪神   | 桜花賞          | GI   | 芝1600m（良） | 18    | 1     | 1     | 208.5（16人）   | 06着 | R1:32.5（33.5）   | -0.3 | 0北村友一 | 55        | ステレンボッシュ       | 422         |
| 0000.08.31 | 札幌   | アジア競馬連盟T | 3勝  | 芝1500m（重） | 14    | 4     | 6     | 003.10（1人）   | 07着 | R1:30.6（36.4）   | -0.6 | 0北村友一 | 53        | ドナベティ             | 436         |
| 0000.10.06 | 京都   | 長岡京S         | 3勝  | 芝1400m（良） | 16    | 6     | 12    | 005.90（4人）   | 01着 | R1:20.0（33.8）   | -0.1 | 0北村友一 | 54        | （スカイロケット）     | 424         |
| 0000.12.14 | 中山   | ターコイズS     | GIII | 芝1600m（良） | 16    | 6     | 11    | 018.10（7人）   | 10着 | R1:33.6（34.5）   | -0.4 | 0北村友一 | 53        | アルジーヌ             | 430         |
| 2025.01.12 | 中京   | 淀短距離S       | L    | 芝1200m（良） | 18    | 3     | 6     | 017.80（5人）   | 10着 | R1:09.6（33.6）   | -0.9 | 0北村友一 | 55        | ソンシ                 | 426         |
| 0000.03.23 | 中京   | 愛知杯          | GIII | 芝1400m（良） | 18    | 8     | 16    | 025.5（10人）   | 01着 | R1:20.2（34.6）   | -0.2 | 0北村友一 | 55        | （シングザットソング） | 426         |
| 0000.05.18 | 東京   | ヴィクトリアM   | GI   | 芝1600m（良） | 17    | 4     | 7     | 056.6（13人）   | 11着 | R1:32.6（34.0）   | -0.5 | 0北村友一 | 56        | アスコリピチェーノ     | 430         |
| 0000.08.10 | 中京   | CBC賞           | GIII | 芝1200m（良） | 17    | 3     | 6     | 018.00（8人）   | 10着 | R1:07.9（32.9）   | -0.5 | 0西塚洸二 | 55.5      | インビンシブルパパ     | 420         |

- 競走成績は2025年8月10日現在

## 血統表
| ワイドラトゥールの血統               | ワイドラトゥールの血統                                                 | ワイドラトゥールの血統                                                 | （血統表の出典）                                                       | （血統表の出典） |
| 父系                                 | シアトルスルー系                                                       | シアトルスルー系                                                       | シアトルスルー系                                                       | [ § 2 ]          |
| 父 *カリフォルニアクローム 栗毛 2011 | 父の父Lucky Pulpit 栗毛 2001                                           | Pulpit                                                                 | A.P. Indy                                                              | A.P. Indy        |
| 父 *カリフォルニアクローム 栗毛 2011 | 父の父Lucky Pulpit 栗毛 2001                                           | Pulpit                                                                 | Preach                                                                 |                  |
| 父 *カリフォルニアクローム 栗毛 2011 | 父の父Lucky Pulpit 栗毛 2001                                           | Lucky Soph                                                             | Cozzene                                                                | Cozzene          |
| 父 *カリフォルニアクローム 栗毛 2011 | 父の父Lucky Pulpit 栗毛 2001                                           | Lucky Soph                                                             | Lucky Spell                                                            |                  |
| 父 *カリフォルニアクローム 栗毛 2011 | 父の母Love the Chase 栗毛 2006                                         | Not For Love                                                           | Mr. Prospector                                                         | Mr. Prospector   |
| 父 *カリフォルニアクローム 栗毛 2011 | 父の母Love the Chase 栗毛 2006                                         | Not For Love                                                           | Dance Number                                                           |                  |
| 父 *カリフォルニアクローム 栗毛 2011 | 父の母Love the Chase 栗毛 2006                                         | Chase It Down                                                          | Polish Numbers                                                         | Polish Numbers   |
| 父 *カリフォルニアクローム 栗毛 2011 | 父の母Love the Chase 栗毛 2006                                         | Chase It Down                                                          | Chase the Dream                                                        |                  |
| 母 ワイドサファイア 鹿毛 2006        | 母の父アグネスタキオン 栗毛 1998                                       | *サンデーサイレンス                                                    | Halo                                                                   | Halo             |
| 母 ワイドサファイア 鹿毛 2006        | 母の父アグネスタキオン 栗毛 1998                                       | *サンデーサイレンス                                                    | Wishing Well                                                           |                  |
| 母 ワイドサファイア 鹿毛 2006        | 母の父アグネスタキオン 栗毛 1998                                       | アグネスフローラ                                                       | *ロイヤルスキー                                                        | *ロイヤルスキー  |
| 母 ワイドサファイア 鹿毛 2006        | 母の父アグネスタキオン 栗毛 1998                                       | アグネスフローラ                                                       | アグネスレディー                                                       |                  |
| 母 ワイドサファイア 鹿毛 2006        | 母の母クイーンソネット 鹿毛 1992                                       | *ノーザンテースト                                                      | Northern Dancer                                                        | Northern Dancer  |
| 母 ワイドサファイア 鹿毛 2006        | 母の母クイーンソネット 鹿毛 1992                                       | *ノーザンテースト                                                      | Lady Victoria                                                          |                  |
| 母 ワイドサファイア 鹿毛 2006        | 母の母クイーンソネット 鹿毛 1992                                       | *エイプリルソネット                                                    | Dike                                                                   | Dike             |
| 母 ワイドサファイア 鹿毛 2006        | 母の母クイーンソネット 鹿毛 1992                                       | *エイプリルソネット                                                    | Pass Me                                                                |                  |
| 母系(F-No.)                          | エイプリルソネット(USA)系(FN:12)                                       | エイプリルソネット(USA)系(FN:12)                                       | エイプリルソネット(USA)系(FN:12)                                       | [ § 3 ]          |
| 5代内の近親交配                      | Mr. Prospector：S4×S5、Northern Dancer：M4×S5、Numbered Account：S5×S5 | Mr. Prospector：S4×S5、Northern Dancer：M4×S5、Numbered Account：S5×S5 | Mr. Prospector：S4×S5、Northern Dancer：M4×S5、Numbered Account：S5×S5 | [ § 4 ]          |
| 出典                                 | 1. 2. 3. 4.                                                            | 1. 2. 3. 4.                                                            | 1. 2. 3. 4.                                                            | 1. 2. 3. 4.      |

- 半兄ワイドファラオ（父ヘニーヒューズ）は2020年かしわ記念など重賞3勝。
- 母ワイドサファイアは2009年フローラステークス2着の実績がある。
- その他の近親にミリオンディスク（2009年カペラステークスほか）、アムールポエジー（2013年関東オークス）、デルマソトガケ（2022年全日本2歳優駿ほか）、カンチェンジュンガ（2025年阪急杯）